# Милен Иванов
Милен Иванов е български диригент и изпълнител на народни песни.

## Биография
Милен Иванов е роден на 14 август 1975 г. в Плевен. Завършва Плевенското музикално училище „Панайот Пипков“ и Национална музикална академия „Панчо Владигеров“, специалност хорово дирижиране в класа на професор Лилия Гюлева. Редактор в Българската национална телевизия и водещ на предаванията „Български уроци“ и „Иде нашенската музика“
През 1996 година създава Ева Квартет, в който пеят четирите певици Гергана Димитрова, София Ковачева, Евелина Спасова и Даниела Стоичкова, изпълнителки и в Мистерията на българските гласове. За кратко време квартетът се утвърждава като една от водещите камерни фолклорни формации. Под диригентството на Милен Иванов Ева Квартет издава няколко самостоятелни албума, изнася концерти в едни от най-престижните концертни зали по света.
През 2009 година, заедно с Даниел Спасов, създават мъжката вокална формация „Светоглас“.

## История
Милен Иванов се изявява и като народен певец. От 1998 година работи заедно с Даниел Спасов. Двамата създават формация „Двуглас“, изнасят концерти в България и чужбина (Австрия, Германия, Чехия, Израел, Дания, Швеция, Швейцария, остров Корсика), издават няколко самостоятелни албума с български фолклор и църковни песнопения – „Хайдушки, исторически и възрожденски песни“, „Българският двуглас“, „Благословен Си, Господи“, „Коледен благослов“.
В проекта на дуета „Тайнството на обреда“, издаден през 2012 година, са включени обредни народни песни от българския празнично-обреден цикъл. През 2011 година Даниел Спасов и Милен Иванов заедно с „Мистерията на българските гласове“ осъществяват записи в Радио Би Би Си – Лондон. През 2012 година „Двуглас“ и Ева Квартет изнасят концерт в Берлинската филхармония под мотото „Музика от манастирите“.

## Светоглас
Заедно с Даниел Спасов, Станимир Иванов и Виктор Томанов, Милен Иванов пее в мъжката фолклорна формация Светоглас, а също така и във вокална формация „Гласове от безкрая“. Първият музикален проект на Светоглас е озаглавен „Колелото на живота“. През месец април 2013 година квартет Светоглас осъществява едномесечно концертно турне в Русия. През месец юли същата година квартет Светоглас получава специална покана за участие във фестивала „Музика на вярата“ в Казан, а през септември 2013 година взема участие в откриването на изложбата „Тракийско злато от България – легендите оживяват“ в Държавния исторически музей на Москва. През февруари 2014 година певците изнасят концерт в сградата на Европейската комисия в Брюксел. Формацията участва и в Международния фестивал за духовна музика в Драмен – Норвегия, Фестивала за църковна музика „Maestro de la Roza“ в Овиедо, Испания, Международния музикален фестивал в Картахена Колумбия, фестивала „Три Култури“ в Мурсия, Испания, Международния фестивал за църковна музика „Fausto Flamini“ в Рим Италия, Фестивала „Музика на земята“ в Чериана Италия и концерт в престижната зала на Фондация „Juan March“ Мадрид Испания.
През 2019 година заедно със "Светоглас" и част от солистите и основателите на хор "Мистерията на българските гласове" създават формацията "Гласове на традицията", съчетаваща мъжки и женски гласове".

## Дискография
Милен Иванов и Ева Квартет
- 2000 – Български фолклорни дарове
- 2001 – Камбана
- 2001 – Spiritus/ PolyGram records
- 2002 – Хармонии
- 2011 – Арката
- 2021 - Минка

Даниел Спасов и Милен Иванов
- 2003 – Хайдушки, исторически и възрожденски песни
- 2005 – Българският двуглас
- 2008 – Благословен си, Господи
- 2012 – Коледен благослов
- 2013 – Тайнството на обреда
- 2016 – Вечните песни на България

Светоглас
- 2012 – Колелото на живота
- 2016 – Моление Господне
- 2018 - Песента на славея

Участие в албуми на „Мистерията на българските гласове“
- 2006 – Мистерията на българските гласове
- 2008 – Златна колекция